# Pitkiaranta
Pitkiaranta (en russe : Питкяранта ; en finnois : Pitkäranta) est une ville de la république de Carélie, en Russie, et le centre administratif du raïon de Pitkiaranta. Sa population s'élevait à 11 089 habitants en 2013.

## Géographie
Pitkiaranta est située sur la rive nord du lac Ladoga, à 153 km à l'ouest de Petrozavodsk.

## Histoire
Le village de Pitkiaranta, sur la rive est du lac Ladoga, est connu depuis le XVIIIe siècle. Son nom signifie « long rivage » en carélien. À cette époque, le village dépendait de la commune d'Impilahti (aujourd'hui Impilakhti). Au XIXe siècle, il y avait un débarcadère à Pitkjaranta, également connu en russe comme Dolgui Bereg. Avec l'accession à l'indépendance de la Finlande, en 1918, la ville fut rattachée à la province de Viipuri. En 1932, la voie ferrée Jänisjärvi – Läskelä commença à desservir Pitkiaranta.
À la suite de la guerre d'hiver de 1940, Pitkiaranta fut annexée par l'Union soviétique et rattachée à la République socialiste soviétique carélo-finnoise, comme la plus grande partie de la Carélie occidentale, et reçut le statut de ville soviétique. Pendant la Seconde Guerre mondiale, Pitkiaranta fut reprise par l'armée finlandaise le 17 juillet 1941. Le 10 juillet 1944, les troupes du front de Carélie de l'Armée rouge s'emparèrent de la ville dans le cadre de l'opération Svir-Petrozavodsk. Pitkiaranta fut de nouveau rattachée à la Carélie soviétique. Elle fait partie de la fédération de Russie depuis 1991.

## Population
Recensements (*) ou estimations de la population
| 1959* | 1970*  | 1979*  | 1989*  |
| ----- | ------ | ------ | ------ |
| 6 204 | 10 251 | 13 839 | 14 361 |

| 2002*  | 2010*  | 2012   | 2013   |
| ------ | ------ | ------ | ------ |
| 13 347 | 11 429 | 11 245 | 11 089 |

## Économie
L'économie de la ville de Pitkjaranta repose sur l'exploitation forestière et la transformation du bois dans des usines de cellulose et de papier.